# José Antonio Redolat
José Antonio Redolat (17 febbraio 1976) è un ex mezzofondista spagnolo.

## Palmarès
| Anno | Manifestazione          | Sede        | Evento       | Risultato  | Prestazione | Note |
| ---- | ----------------------- | ----------- | ------------ | ---------- | ----------- | ---- |
| 1995 | Europei juniores        | Nyiregyhaza | 1500 m piani | Argento    | 3'46"70     |      |
| 1997 | Europei under 23        | Turku       | 800 m piani  | Batteria   | 1'52"97     |      |
| 1997 | Giochi del Mediterraneo | Bari        | 800 m piani  | 7º         | 1'48"49     |      |
| 1998 | Europei indoor          | Valencia    | 1500 m piani | 8º         | 3'48"74     |      |
| 1998 | Europei                 | Budapest    | 800 m piani  | Batteria   | 1'49"86     |      |
| 1999 | Mondiali indoor         | Maebashi    | 1500 m piani | Batteria   | 3'45"52     |      |
| 2000 | Europei indoor          | Gand        | 1500 m piani | Oro        | 3'40"51     |      |
| 2000 | Giochi olimpici         | Sydney      | 1500 m piani | Semifinale | 3'45"46     |      |
| 2001 | Mondiali                | Edmonton    | 1500 m piani | 6º         | 3'34"29     |      |
| 2002 | Europei                 | Monaco      | 1500 m piani | 11º        | 3'48"28     |      |
| 2004 | Mondiali indoor         | Budapest    | 1500 m piani | 7º         | 3'56"55     |      |
| 2007 | Europei indoor          | Birmingham  | 3000 m piani | Batteria   | dnf         |      |